# Tamzin Malleson
| Tamzin Malleson                           | Tamzin Malleson                                                       |
| Kattints az alábbi külső linkek egyikére! | Kattints az alábbi külső linkek egyikére!                             |
| ----------------------------------------- | --------------------------------------------------------------------- |
| Nem található szabad kép.(?)              |                                                                       |
| külső link · jogvédett                    | Dr. Kate Wilding szerepében a „Kisvárosi gyilkosságok” tévésorozatban |

Tamzin Malleson (Yeovil, Somerset, Anglia, 1974. május 1.) angol színésznő, brit televíziós sorozatok szereplője. A magyar nézők a Testek (Bodies) c. kórházi tévéfilm-sorozat állandó szereplőjeként (Dr. Polly Grey) láthatták. A Kisvárosi gyilkosságok (Midsomer Murders) c. televíziós krimisorozat 2011–2015 között forgatott évadaiban Dr. Kate Wilding patológusként szerepelt, a nyugalomba vonult Dr. George Bullard (Barry Jackson) utódjaként.

## Életpályája
1974-ben született Somersetshire grófságban. A londoni Central School of Speech and Drama színiiskola hallgatója volt.
1996–97-ben a BBC által készített Dangerfield c. tévéfilmdráma-sorozat 3–4. évadában Alison Dangerfield szerepét játszotta. 2002–2004-ben a Channel 4 csatorna által forgatott, sikeres Teachers sorozat egyik főszerepét vitte (Penny Neville-t), négy évadon keresztül. Ugyancsak főszereplője volt az ITV Agatha Christie: Poirot c. sorozatában a Nyaraló gyilkosok (Evil Under The Sun) c. epizódjában (Christine Redfern). Szerepelt két népszerű krimisorozatban, a The Bill-ben (Carrie Winkler) és az A Touch of Frost-ban (Helen Tudor), és főszerepet vitt a BBC nagy sikerű kórházi drámasorozatában, a Testek-ben (Dr. Polly Grey).
Az ITV televízió nagy sikerű Kisvárosi gyilkosságok c. krimisorozatának 14. évadától (2011 óta) Malleson játszotta Dr. Kate Wildingot, a bűnügyi patológust és orvosszakértőt, a történet szerint nyugalomba vonult Dr. George Bullard (Barry Jackson) utódaként, a 17. évadig (2015) bezárólag.
Tamzin Mallison élettársa Keith Allen színész (*1953), aki többek között a Trainspottingból és a Gyilkos ösztönből ismert. A pár a délnyugat-angliai Stroudban, Gloucestershire grófságban él. Egy leányuk van, Teddie Rose Allen, aki 2006-ban született.

## Filmszerepei

### Játékfilmek
- 1998: The Fishmonger’s Daughter rövidfilm (Ruby)
- 2005: Fenevadak – Gyilkos oroszlánok (The Man-Eating Lions of Njombe) kalandfilm (Eleanor Rushby)
- 2007: Kitchen tévéfilm (Liz)
- 2010: Between You & Me rövidfilm (Sammy)
- 2010: Nocturn rövidfilm (Jody)
- 2011: 7 Lives (Mary)

### Televízió
- 1996: A Touch of Frost tévésorozat, Deep Waters epizód (Helen Tudor)
- 1996: Kavanagh QC tévésorozat (Helen Kinross)
- 1996–1997: Dangerfield tévésorozat (Alison Dangerfield)
- 1998–1999: The Bill tévésorozat (Carrie Winkler)
- 2000–2001: Always and Everyone tévésorozat (Dr. Kate Brady)
- 2001: Agatha Christie: Poirot, Nyaraló gyilkosok (Evil Under the Sun) tévéfilm (Christine Redfern)
- 2003: The Vice tévésorozat (Lorraine Johnstone rendőrbiztos)
- 2004: Murder City tévésorozat (Rosa Mansfield)
- 2002–2004: Teachers tévésorozat (Penny Neville)
- 2004–2006: Testek (Bodies tévésorozat (Dr. Polly Grey)
- 2009: Boy Meets Girl tévéfilm-vígjátéksorozat (Siobhan)
- 2011–2015: Kisvárosi gyilkosságok (Midsomer Murders) tévé-krimisorozat (Dr. Kate Wilding)

## További információ
- Tamzin Malleson a PORT.hu-n (magyarul)
- Tamzin Malleson az Internetes Szinkronadatbázisban (magyarul)
- Tamzin Malleson az Internet Movie Database-ben (angolul)
- Tamzin Malleson a Rotten Tomatoeson (angolul)
- Tamzin Malleson az AlloCiné weboldalán (franciául)
- Tamzin Malleson Profile. Famousfix.com. (Hozzáférés: 2023. január 18.)